# 力场 (物理)

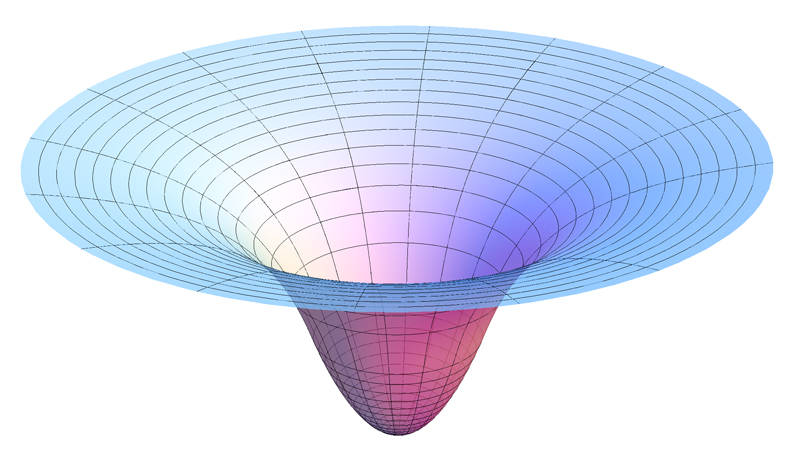
均匀球体内部和周围引力势能的2维截面。截面拐点位于球体表面。

物理学中，力场是与作用于不同位置的质点上的非接触力对应的向量场。具体来说，力场是向量场{\displaystyle {\vec {F}}}，其中{\displaystyle {\vec {F}}({\vec {x}})}是质点在{\displaystyle {\vec {x}}}处受到的力。

## 例子
- 引力是两个物体之间的吸引力。引力场模拟了大质量物体（或更广义地说，任何能量量）对周围空间的影响。[2]在牛顿万有引力定律中，质量为M的粒子会产生引力场{\displaystyle {\vec {g}}={\frac {-GM}{r^{2}}}{\hat {r}}}，其中径单位向量{\displaystyle {\hat {r}}}指向远离粒子的方向。质量为m的轻质粒子在靠近地球表面时受到的引力由{\displaystyle {\vec {F}}=m{\vec {g}}}，其中g是地球引力。[3][4]
- 电场{\displaystyle {\vec {E}}}对点电荷q施加的力为{\displaystyle {\vec {F}}=q{\vec {E}}}。[5]
- 磁场{\displaystyle {\vec {B}}}中，在磁场中运动的点电荷会受到与速度和磁场方向垂直的力，其关系为{\displaystyle {\vec {F}}=q{\vec {v}}\times {\vec {B}}}。

## 功
功取决于位移和作用在物体上的力。当质点沿路径C在力场中运动时，力做功为曲线积分：
{\displaystyle W=\int _{C}{\vec {F}}\cdot d{\vec {r}}}
此值与粒子沿路径移动的速度/动量无关。

### 保守场
对保守场来说，它也与路径本身无关，只取决于始终点。因此，在起点与终点重合的闭合路径上运动的物体的功为0：
{\displaystyle \oint _{C}{\vec {F}}\cdot d{\vec {r}}=0}
认识到保守矢量场可以写成某个标量势函数的梯度，可以更容易地评估所做的功：
{\displaystyle {\vec {F}}=-\nabla \phi }
功就是起点和终点的电势值之差。如果这两个点分别为x = a、x = b，则：
{\displaystyle W=\phi (b)-\phi (a)}